# Manuel Velarde Seoane
Manuel Velarde Seoane (Lima, 12 de junio de 1833 - ibídem, 12 de noviembre de 1900) fue un militar y político peruano. Luchó durante la Guerra del Pacífico, en las campañas del sur y en la defensa de Lima. Fue senador por Cajamarca (1874-1878); ministro de Gobierno (1881, 1883, 1886, 1893); presidente del Consejo de Ministros (1883 y 1893); y ministro de Guerra (1883 y 1899-1900).

## Carrera militar
Hijo de Simón Velarde Bohórquez y Manuela Seoane. Era todavía adolescente cuando viajó a Cerro de Pasco para trabajar en la administración de una de las minas que allí poseía su tío Buenaventura Seoane. En 1848 regresó a Lima para seguir la carrera militar, siendo admitido como cadete en el Batallón Callao. Luego ingresó al Colegio Militar, donde egresó como subteniente en 1849.
Cuando en 1853 ocurrió la amenaza de guerra con Bolivia, marchó con su batallón a la frontera del sur. Era ya por entonces teniente. La guerra no estalló, pero poco después el gobierno peruano debió enfrentar la revolución liberal encabezada por el general Ramón Castilla. Velarde se sumó al ejército revolucionario, siendo admitido en el Batallón Izcuchaca y ascendido a capitán. Se destacó durante la batalla de La Palma (1855), donde cerró el paso del ejército gobiernista por un callejón. Este encuentro significó la victoria definitiva de la revolución. En el mismo campo de batalla, fue ascendido a sargento mayor. Enseguida pasó a Arica, puerto al que defendió del ataque de los partidarios de Manuel Ignacio de Vivanco. Ascendió entonces a teniente coronel graduado.
Participó después en la guerra contra el Ecuador (1858-1860), como ayudante del Estado Mayor General. Al finalizar la campaña fue confirmado como teniente coronel efectivo.
El 12 de octubre de 1862 contrajo matrimonio con María de los Ángeles Diez Canseco Olazábal. 
Al estallar la revolución nacionalista del coronel Mariano Ignacio Prado en 1865, se mantuvo leal al gobierno de Juan Antonio Pezet, por lo que tras el triunfo revolucionario fue apartado del servicio. Como voluntario participó en el combate del Callao o del Dos de Mayo de 1866.
Tras el fin del gobierno de Prado fue reincorporado al servicio. Fue nombrado sucesivamente prefecto de Cajamarca (1870-1871), de Lima y de La Libertad (1872).
En 1874 acompañó al presidente Manuel Pardo y Lavalle en su campaña contra la revolución de Nicolás de Piérola. Ese mismo año fue elegido senador por el departamento de Cajamarca, cargo en el que se mantuvo hasta 1878. En 1875 fue ascendido a coronel y pasó a ejercer como prefecto del Callao.
Al estallar la Guerra del Pacífico, marchó como jefe de división del Ejército del Sur, que se concentró en Iquique, la capital de la provincia peruana de Tarapacá.   Combatió en la batalla de San Francisco, donde se retiró del campo de batalla y posteriormente acusó al general en jefe Juan Buendía del descalabro militar.
Luego se trasladó a Tacna con los restos del ejército nacional. Como jefe de Estado Mayor del Ejército del Sur tuvo una destacada actuación en la batalla del Alto de la Alianza (1880).
De regreso a Lima, se sumó a la defensa de Lima, siendo nombrado comandante de una Columna de Honor constituida por jefes y oficiales sin colocación.
Tras la derrota peruana y la subsiguiente ocupación de Lima por los chilenos, brindó su apoyo al gobierno de La Magdalena presidido por Francisco García Calderón, siendo nombrado ministro de Gobierno, cargo que ejerció de 12 de marzo a 6 de noviembre de 1881.
Cuando García Calderón fue apresado y confinado en Chile, Velarde pasó a Arequipa, donde asumió el comando de la 10.º División del Ejército de Operaciones. Luego fue nombrado jefe del Estado Mayor de las fuerzas reunidas en dicha ciudad. Fue comisionado a Bolivia para adquirir armamento, y a su vuelta, fue nombrado comandante general del Ejército del Sur (1882).

## Carrera política
Durante el gobierno provisorio del contralmirante Lizardo Montero, instalado en Arequipa en plena guerra con Chile, fue ministro de Guerra y luego presidente del Consejo de Ministros y ministro de Gobierno (1883).
Tras la firma del tratado de Ancón, se retiró del servicio militar. Y caído el gobierno del general Miguel Iglesias, apoyó al gobierno de transición, formando parte del gobierno del Consejo de Ministros (encabezado por Antonio Arenas), como ministro de Guerra y Marina (1885-1886). Luego fue nuevamente prefecto del Callao y ascendió a general de brigada (1886).
En el primer gobierno de Andrés A. Cáceres fue designado ministro de Gobierno, cargo que desempeñó brevemente, de 6 de octubre a 20 de noviembre de 1886, pues renunció al no estar de acuerdo con las negociaciones realizadas con los tenedores de bonos de la deuda externa (que daría lugar a la firma del contrato Grace).
Pasó a desempeñar la administración del ferrocarril de Trujillo, ocasión en la que edificó el muelle de Salaverry. En 1890 fue elevado a comandante general de artillería.
Durante el gobierno de Remigio Morales Bermúdez fue nombrado presidente del Consejo de Ministros y ministro de Gobierno, cargos que ejerció de 3 de marzo a 11 de mayo de 1893. Se dijo que su gabinete era cacerista, aunque Velarde era el menos exaltado de todos sus correligionarios. Renunció aduciendo discrepancias con los dirigentes de su partido. Una versión periodística aseguraba que se había enemistado con el mismo general Cáceres, que ya por entonces se alistaba para postular nuevamente a la presidencia.
Durante el gobierno de Eduardo López de Romaña fue nuevamente ministro de Guerra y Marina, por un breve periodo, de 14 de diciembre de 1899 a 29 de marzo de 1900.